# 가나안 (성경 인물)

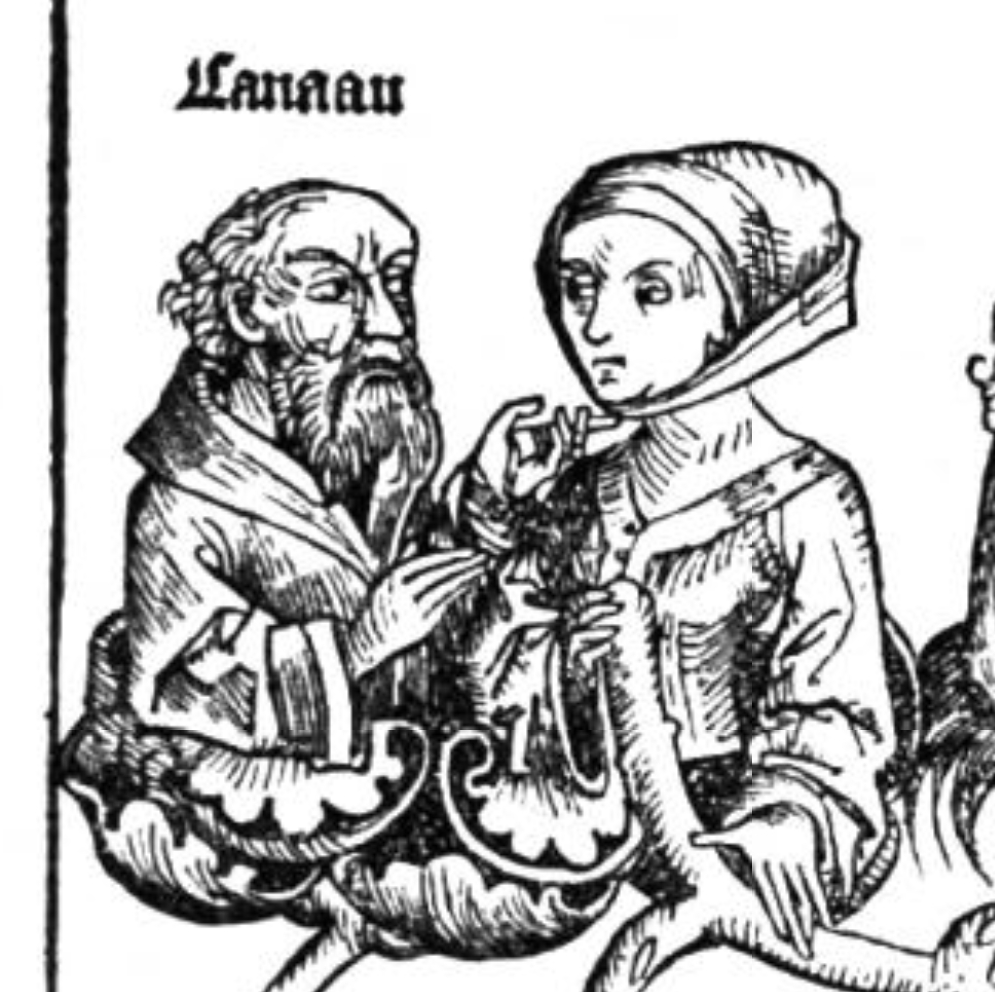
노아의 연대기

가나안(히브리어: כְּנַעַן – 크나안, 휴지형 כְּנָעַן‎ – 크나안)은 히브리어 성경의 창세기에 따르면 함의 아들이자 노아의 손자이며, 가나안인의 아버지이다.

## 어원
영어 용어 가나안(대모음 추이로 인해 서기 1500년경부터 /ˈkeɪnən/로 발음됨)은 히브리어 כנען‎ (knʿn)에서 유래하였으며, 코이네 그리스어 Χαναάν와 라틴어 Canaan을 거쳐 왔다. 기원전 14세기의 아마르나 문서에는 KUR ki-na-ah-na로 나타나며, 기원전 첫 천년 후반의 페니키아 주화에는 knʿn으로 나타난다. 그리스 문헌에서는 헤카타이오스의 글에서 처음으로 Khna(Χνᾶ)로 나타난다. 학자들은 가나안이라는 이름이 이 지역을 가리키는 일반적인 북서 셈어 이름인 knʿn, Kana'an과 연결시킨다.
어원은 불분명하다. 한 가지 설명은 셈어 뿌리 knʿ에서 유래하여 "낮은 땅"이라는 원래 의미를 가지고 있으며, 이는 "높은 땅"을 의미하는 아람과 대조된다는 것이다. 다른 제안은 후르리어 Kinahhu에서 유래하며, 이는 보라색을 지칭하는 것으로 알려져 있어 가나안과 페니키아는 동의어("보라색 땅")가 된다는 것이다. 그러나 Kinahhu가 단순히 셈어 knʿn의 후르리어 표기라고 가정하는 것이 더 일반적이다.

## 가나안의 후손

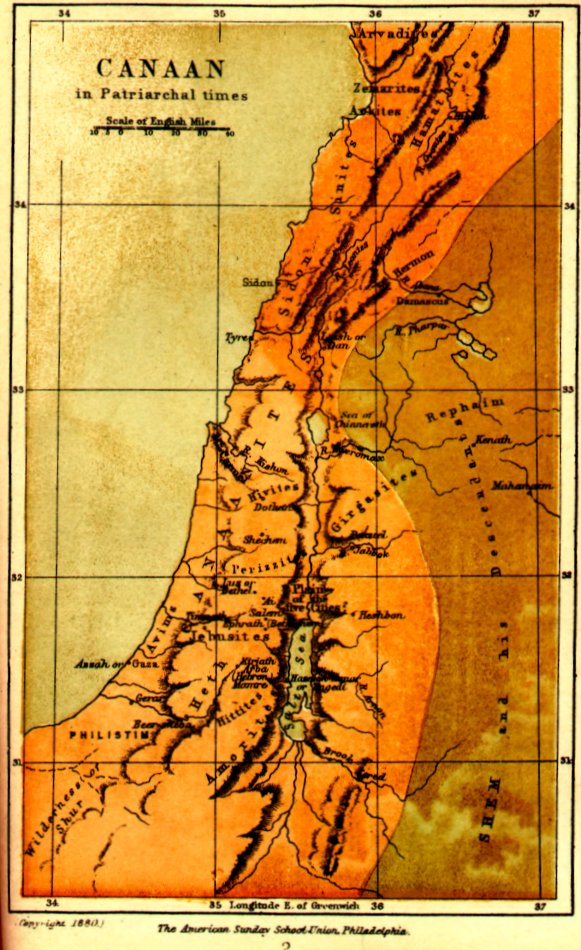
가나안 후손들의 위치

창세기 10장(15-19절)의 노아의 세대에 따르면, 가나안은 고대 가나안 땅을 원래 점유했던 부족들의 조상이었다. 이 땅은 북쪽의 시돈이나 하마에서 남서쪽의 가자와 남동쪽의 라사에 이르는 모든 영토이다. 레반트라고 알려진 이 영토는 대략 오늘날의 이스라엘, 팔레스타인, 레바논, 서부 요르단, 서부 시리아의 지역이다. 가나안의 맏아들은 시돈으로, 오늘날 레바논의 페니키아 도시 시돈과 같은 이름을 가진다. 둘째 아들은 헷이었다. 히브리어 성경에 따르면 가나안의 후손들은 다음과 같다:
1. 시돈족
2. 히타이트족, 헷의 자손
3. 여부스족
4. 아모리인
5. 기르가스족
6. 히위족
7. 아르크족
8. 시니족
9. 아르바드족
10. 스마르족
11. 하맛족

성경의 다른 구절들은 가나안 부족의 정확한 이름 목록을 다르게 제시한다. 예를 들어, 창세기 15:19–21은 겐족, 크닛족, 갓몬족, 히타이트족, 브리스족, 르바임족, 아모리족, 가나안족, 기르가스족, 여부스족을 나열한다. 반면에 출애굽기 3:8은 가나안족, 히타이트족, 아모리족, 브리스족, 히위족, 여부스족만 나열한다. 이 다른 성경의 가나안 부족 목록들이 가나안 아들의 족보 목록과 어떻게 일치하는지는 많은 논의의 대상이 되어 왔다. 또한 성경 용어 가나안인이 실제로 제유로서, 광범위한 가나안 민족과 그 민족 내의 특정 가나안 부족 모두를 지칭한다고 주장되기도 한다.
전통적인 에티오피아 역사에 따르면, 가나안의 아들 아르와디(문자적으로 "아르바드 사람")와 그의 아내 엔텔라는 기원전 2101년에 아시아에서 에티오피아로 건너왔으며, 케만트 부족은 그들의 아들 아나예르의 후손이라고 한다. 또한 다른 두 가나안 부족, 즉 시니족과 제마르족도 쿠시 왕국이 통치하던 시기에 에티오피아에 들어와 각각 샹켈라족과 웨이토족이 되었다는 에티오피아의 전통이 있다. 케만트족은 그들의 가나안 기원을 다른 아가우족과 공유한다고 말한다. 오모티크어를 사용하는 시나샤족은 가나안의 아들 하마티로부터의 비슷한 전통을 가지고 있다. 마찬가지로 시나샤족은 이웃한 민족들에게도 가나안의 조상을 확장한다.
페르시아 역사가 무하마드 이븐 자이르 알 타바리(c. 915)는 가나안의 아내가 바타윌의 딸 아르살이라는 전통을 기록했는데, 바타윌은 디라스의 아들이었으며, 아르살은 그에게 "흑인, 누비아인, 페잔, 잔즈, 자가와 및 수단의 모든 민족"을 낳았다고 한다. 마찬가지로 압둘 하캄은 "가나안은 수단의 아버지이다"라고 말한다.
독일 역사가 요한네스 아벤티누스(활동 c. 1525)는 가나안의 아들들인 "아르크족"과 "하맛족"이 처음에는 그리스 지역에 정착하여 아르카디아와 에마티아 지역에 그들의 이름을 붙였다는 전설을 기록했다.

## 가나안의 저주
창세기 9:20–27에 따르면 노아는 술에 취한 후 가나안을 저주했다. 이것이 함의 저주라고 불리는 가나안의 저주이다. 이는 고전 고대부터 가나안이 그의 아버지 함의 죄 때문에 벌을 받았다는 해석 때문이다. 그러나 가나안이 유일한 죄인이라는 해석도 있다. 문제의 죄는 문자적인 관음증, 거세 또는 근친상간적 강간 등 다양하게 논의된다.
함의 죄:

가나안의 아버지 함이 그의 아버지의 벌거벗음을 보고 밖에 있는 두 형제에게 말했다. (창세기 9:22)

창세기 9:24–27

24 노아가 술에서 깨어나 어린 아들이 자신에게 한 일을 알았다.

25 그가 말했다. 가나안은 저주를 받을지어다. 그의 형제들에게 종의 종이 될 것이다.

26 그가 말했다. LORD 셈의 하나님은 축복을 받을지어다. 가나안은 그의 종이 될 것이다.

27 하나님은 야벳을 확장시키시고 그는 셈의 장막에 거할 것이며, 가나안은 그의 종이 될 것이다.

(—권위있는 흠정역)
일부 현대 학자들은 창세기 9:20-27의 가나안의 저주를 이스라엘이 가나안을 정복한 초기 히브리어 합리화로 본다. 노아가 창세기 9:25에서 가나안을 저주할 때 "가나안은 저주를 받을지어다. 그는 그의 형제들에게 종의 종이 될 것이다"라는 표현을 사용했다.NKJV "종의 종"이라는 표현은 다른 번역에서는 "노예의 노예"로 번역되며, 가나안이 그의 "형제들"과 관련하여 경험할 극심한 노예 상태를 강조한다. 이후 구절에서 "셈의... 가나안은 그의 종이 될 수 있을 것이다"[9:26]는 화자가 약속의 땅을 이스라엘이 정복할 것을 예고한다. 성경 학자 필립 R. 데이비스는 이 이야기의 저자가 노아를 사용하여 가나안을 저주한 것은 후대의 이스라엘 민족이 가나안인을 쫓아내고 노예로 만든 것을 정당화하기 위한 것이라고 설명한다.
성경 외 전통은 가나안이 셈의 상속 영토에 "무단 점유"한 후에 두 번째 저주를 받았다고 믿는다. 희년서에 따르면:
가나안이 레바논 땅에서 이집트 강까지 보았다. 그것은 매우 좋았고, 그는 서쪽(즉) 바다로 그의 상속받은 땅에 들어가지 않고, 요르단 경계와 바다 경계에서 동쪽과 서쪽으로 레바논 땅에 거주했다. 그리고 그의 아버지 함과 구스와 미츠라임 그의 형제들이 그에게 말했다. '너는 네 것이 아닌 땅에 정착했고, 그것은 제비뽑기로 우리에게 떨어지지 않았다. 그렇게 하지 마라. 만약 네가 그렇게 한다면, 너와 네 아들들은 그 땅에서 넘어지고 반란으로 저주를 받을 것이다. 반란으로 네가 정착했기 때문에, 반란으로 네 자녀들은 넘어지고 너는 영원히 뿌리 뽑힐 것이다. 셈의 거처에 거주하지 마라. 그것은 셈과 그의 아들들에게 제비뽑기로 왔기 때문이다. 거룩한 심판관 앞에서, 그리고 우리의 아버지 노아 앞에서 우리가 맹세로 자신을 구속한 저주에 의해, 너는 저주를 받았고, 노아의 모든 아들들 중에서 저주를 받을 것이다.' 그러나 그는 그들의 말을 듣지 않고, 하마에서 이집트 입구까지 레바논 땅에 그와 그의 아들들이 오늘날까지 거주했다. 그리고 이 때문에 그 땅은 가나안이라고 이름 붙여졌다.— 희년서 10:29–34.

무단 점유 이론은 앨버트 반즈도 비슷하게 믿고 있다. 반즈의 창세기 10:18 해석에 따르면, 가나안 씨족은 바벨탑 사건 이후 남부 레반트 지역에 흩어져 정착하여 그 지역에 자신들의 이름을 붙였다. 그들이 폭력적으로 흩어졌는지 여부는 알려져 있지 않다. 그러나 가나안의 사촌 니므롯은 "강탈하는 경향"이 있었고, 반즈는 가나안도 비슷한 특성을 가지고 있었다고 믿는다. 따라서 가나안이 남부 레반트에 정착한 것은 폭력적인 정복으로 해석되었으며, 가나안은 "강력한 손으로 그 나라를 점유했다".

## 이슬람에서
꾸란에서 노아는 네 아들을 두는데, 막내는 방주에 타기를 거부하고 결국 물에 빠져 죽는다. 본문에는 이름이 언급되지 않았지만, 전통적으로 그는 때때로 가나안의 아랍어 버전인 카난이라고 불린다. 또는 이 인물은 때때로 얌이라고도 불린다. 그러나 이것은 어떤 문헌적 계시나 예언적 전통(하디스)에 의해 뒷받침되지 않았으며, 대부분 유대 학자들이 창세기 9:20-27을 해석한 영향에서 비롯되었으며, 이는 나중에 어떤 종교 문헌이나 계시에 의존하지 않고 일부 이슬람 학자들에 의해 채택되었다.

### 참고문헌
- Goldenberg, David M. (2005). 〈What did Ham do to Noah?〉.   Stemberger, Günter; Perani, Mauro. 《The Words of a Wise Man's Mouth Are Gracious》. Walter de Gruyter. ISBN 9783110188493.
- Kugel, James L. (1998). 《Traditions of the Bible》. Harvard University Press. ISBN 9780674791510.